# Apple Desktop Bus

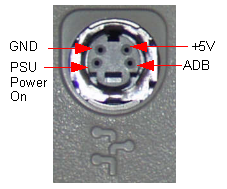
ピンアサイン

Apple Desktop Bus（アップル・デスクトップ・バス）はApple Computer（現Apple）のスティーブ・ウォズニアックが開発したコンピュータ周辺機器接続用の世界初の汎用シリアル・バス接続システムである。ADBと略して表記される。

## 概要
キーボード・マウス・筆圧タブレットなど入力機器を接続する。Apple IIGS, Macintosh SE, Macintosh II以降及びMacintosh互換機のほか、ピピンアットマーク、NeXTStation Turboのハードウェアなどにも採用されていた。端子の形状はS端子とほぼ同様のmini DIN 4pinである（ピピンアットマークはP-ADBという独自形状）。しかし日本ではADBケーブルをS端子ケーブルで、あるいはS端子ケーブルをADBケーブルで代用することは避けたほうがよい。日本のS端子ケーブルとADBケーブルの端子は出っ張りが異なるためである。（詳しくはS端子#S端子形状の項を参照。ADBコネクタは海外のS端子コネクタと同形状）
バスパワーで5V 合計500mAの電力を供給できる、世界初の汎用シリアル・バス接続システムで、ひとつのバスから最大100mAまでの周辺機器を3台まで数珠繋ぎに接続でき、Macintosh LCシリーズやCentris 610, 660AV, PowerMacintosh 6100など一部のモデルを除きキーボードの電源ボタンでシステムの電源を入れることが可能である。
ADBは1986年に発売されたApple IIGSで最初に搭載され、1999年に発売されたPower Macintosh G3 (Blue & White)が最後の搭載機種になった。PowerBookシリーズでは、PowerBook G3 (Bronze Keyboard)以降は、外部インターフェースとしては搭載されず、キーボードやタッチパッドを接続する内部インターフェースとして使われていた。iMacやiBookには搭載されていない(ADBポートとシリアルポートに代わりUSBポートが搭載されている)。